# Kono (peuple de Sierra Leone)
Pour les articles homonymes, voir Kono.
Ne doit pas être confondu avec Kono (peuple de Guinée).

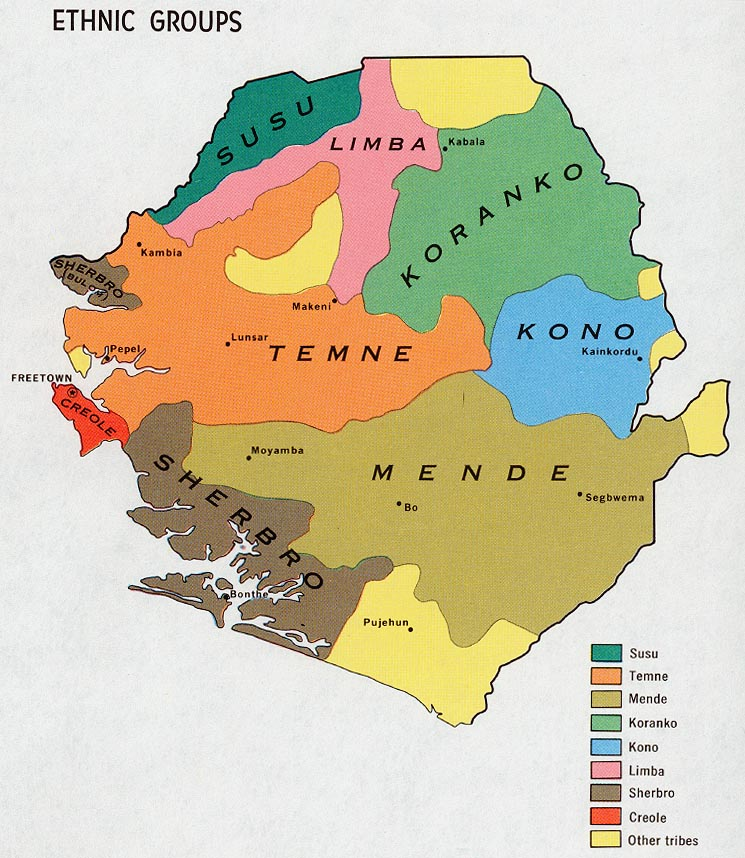
Localisation du peuple kono en Sierra Leone

Les Kono sont une population d'Afrique de l'Ouest, vivant principalement dans la Province de l'Est de Sierra Leone et au Liberia
En 1952 Bohumil Holas estimait qu'il n'y avait « vraisemblablement pas de parenté directement perceptible » entre les Kono de Sierra Leone et de Guinée. Cependant plusieurs sources de référence actuelles les rattachent historiquement au même groupe mandingue, présent principalement en Sierra Leone, également au Liberia et en Guinée, ainsi qu'en Côte d'Ivoire. Ils parlent ainsi plusieurs langues mandées différenciées.

## Langues
Ils parlent le kono, une langue mandée. En Sierra Leone le nombre de locuteurs de cette langue a été estimé à 205 000 en 2006.